# The Motors
Ne doit pas être confondu avec The Motor.
The Motors est un groupe de pub rock britannique formé à Londres en 1977 par Nick Garvey et Andy McMaster (en), anciens membres de Ducks Deluxe, accompagnés du guitariste Rob Hendry (remplacé dès mai 1977 par Bram Tchaikovsky) et du batteur Ricky Slaughter. Leur plus gros succès est la chanson Airport qui s'est classée 4e dans les hits-parades britanniques en 1978.

## Histoire
Après avoir quitté Ducks Deluxe en 1975, Nick Garvey forme The Snakes avec Ricky Slaughter et le chanteur Robert Gotobed (qui fondera par après le groupe de punk rock Wire). Le groupe se sépare après seulement un single. Suivant les conseils de son manager Richard Ogden, Nick Garvey fonde son propre groupe et commence à enregistrer des démos avec Andy McMaster (en) en janvier 1977. La première performance live de The Motors a lieu en mars 1977 au Marquee Club et ils enregistrent le même mois trois chansons pour l'émission radiophonique hebdomadaire de John Peel sur BBC Radio 1,,.
En mai de la même année, ils signent chez Virgin Records et enregistrent pour une autre émission de John Peel en septembre. La formation originelle de The Motors enregistre deux albums, tous deux connaissant un succès modeste : 1 (en) en octobre 1977 et Approved by the Motors (en) l'année suivante,,.
Leur premier single, Dancing the Night Away (en), sorti en septembre 1977, atteint la 42e place du UK Singles Chart. Deux singles notables suivent. En 1978, ils sortent Airport qui se classe en 4e position. Deux mois plus tard, ils sortent Forget About You,,.
Le 28 août 1978, Bram Tchaikovsky quitte le groupe après leur prestation en première partie de Status Quo au Reading Rock Festival, Ricky Slaughter l'imite peu après. Le bassiste Ace Martin et le batteur Terry Williams sont alors engagés en remplacement pour les sessions en studio,,.
Après la sortie de leur troisième album, Tenement Steps (en), en 1980, Nick Garvey et Andy McMaster annoncent la dissolution du groupe en 1982,,.

## Composition du groupe
- Nick Garvey – chant, guitare (1977–1980)
- Andy McMaster (en) – basse, clavier, chœurs, chant (1977–1980)
- Ricky Slaughter – batterie (1977–1978)
- Rob Hendry – guitare, chœurs (1977)
- Bram Tchaikovsky – guitare, chœurs (1977–1978)
- Martin Ace – basse (1978–1980)
- Terry Williams – batterie (1978–1980)

## Discographie

### Albums studio
| Date         | Album                       | UK | SW |
| ------------ | --------------------------- | -- | -- |
| Octobre 1977 | 1 (en)                      | 46 | –  |
| Mai 1978     | Approved by the Motors (en) | 60 | 40 |
| Mars 1980    | Tenement Steps (en)         | –  | 33 |